# Caneleiro-de-chapéu-preto
Caneleiro-de-chapéu-preto ou caneleiro-de-poupa (Pachyramphus validus) é uma espécie de ave da família Tityridae.
Pode ser encontrada nos seguintes países: Argentina, Bolívia, Brasil, Equador, Paraguai e Peru.
Os seus habitats naturais são: florestas subtropicais ou tropicais húmidas de baixa altitude, regiões subtropicais ou tropicais húmidas de alta altitude e florestas secundárias altamente degradadas.